# Estadio Abraham Paladino
El Estadio Abraham Paladino, anteriormente conocido como Estadio Parque Abraham Paladino, es un estadio de fútbol de la ciudad de Montevideo. Es propiedad de la Administración Nacional de Puertos (ANP).
La ANP le cede el uso del estadio al Club Atlético Progreso, quien se hace cargo de su mantenimiento. El estadio lleva ese nombre desde 1960, dado en una asamblea de socios del Club Progreso, luego del fallecimiento del asociado Abraham Paladino.
Tiene una capacidad de 3.200 espectadores, aunque en 2019 el club debió colocar unas gradas desmontables para alcanzar las 5.000 personas y poder recibir a Nacional.

## Historia
El terreno donde está edificado el Estadio del Club Atlético Progreso de Montevideo, está cedido al club desde 1926, y el dueño de dicho terreno es la A.N.P. (Administración Nacional de Puertos).
En 1926 se termina de firmar la documentación, por la cual los terrenos delimitados por las calles Emilio Romero y Concordia, propiedad de la Administración Nacional de Puertos, serían concedidos a Progreso, bajo la presidencia de Ovidio Carrica. En 1926 el presidente del club, Ovidio Carrica, confía a Abraham Paladino la posibilidad de que el club tenga un escenario deportivo propio. Es así que Abraham Paladino junto a otros socios consiguen en cesión los terrenos.
El primer nombre que llevó el Estadio fue Parque Progreso para pasar en 1932 a ser el Parque Miguel Campomar, dado que este importante empresario de la época donó los tejidos perimetrales del estadio, para que Progreso pudiera competir oficialmente.
En 1980 el Parque Abraham Paladino se reformó, bajo la presidencia del club del Dr.Tabaré Vázquez, donde se colocaron las 3 tribunas prefabricadas. En el 2002, se creó la nueva tribuna ubicada en la cabecera norte y ese mismo año, se nombraron las tribunas siendo, la principal "Campeones Uruguayos 1989", la opuesta, "Dr. Tabaré Vázquez", la cabecera sur, "Carlos Valverde", y la cabecera norte "Parcialidad Gaucha", a su vez se nombró las cabinas de prensa "Mario Agrelo".
Posteriormente, se renombró el escenario, pasándose a llamar "Estadio Abraham Paladino".
Mural a Nahuel Miranda

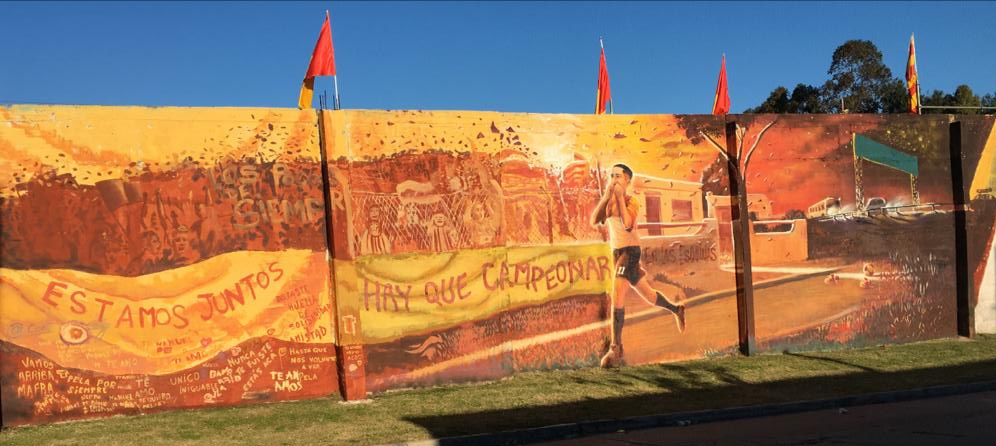
Mural a Nahuel Miranda.

En una de las paredes del Estadio llevan un homenaje a Nahuel Miranda, quien fue un jugador de formativas, asesinado un 26 de julio de 2020.  El juvenil mediocampista de solo 16 años se ha convertido en un símbolo del club y del barrio, su historia y su anhelo por llegar a primera del club, que tanto quería fue lo que llevó a los hinchas y vecinos a hacer un mural en su memoria.

## Reconocimientos

### Estadios más antiguos de Uruguay
El estadio está entre los diez escenarios más antiguos y vigentes del país, construidos para la práctica del fútbol.
| N.º | Estadio                      | Ubicación  | Inauguración            | Propietario                        |
| --- | ---------------------------- | ---------- | ----------------------- | ---------------------------------- |
| 1°  | Gran Parque Central          | Montevideo | 25 de mayo de 1900      | Club Nacional de Football          |
| 2°  | Belvedere                    | Montevideo | 4 de julio de 1909      | Liverpool Fútbol Club              |
| 3°  | José Pedro Damiani           | Montevideo | 19 de abril de 1916     | Club Atlético Peñarol              |
| 4°  | Olímpico Pedro Arispe        | Montevideo | 30 de diciembre de 1923 | Rampla Juniors Fútbol Club         |
| 5°  | Abraham Paladino             | Montevideo | 1926                    | Administración Nacional de Puertos |
| 6°  | Atilio Paiva Olivera         | Rivera     | 1927                    | Intendencia de Rivera              |
| 6°  | Campeones Olímpicos          | Florida    | 1927                    | Intendencia de Florida             |
| 8°  | Parque Federico Omar Saroldi | Montevideo | 2 de noviembre de 1928  | Club Atlético River Plate          |
| 9°  | Centenario                   | Montevideo | 18 de enero de 1930     | Intendencia de Montevideo          |
| 10° | José Nasazzi                 | Montevideo | 1931                    | Club Atlético Bella Vista          |